# نيين نيل با
نيين نيل با (1 سبتمبر 1923 – 1979) هو ملاكم ميانماري راحل، مثّل بلاده في الألعاب الأولمبية الصيفية 1952.

## روابط خارجية
نيين نيل با على موقع أوليمبيديا (الإنجليزية)